# Rîbciînți, Skvîra
Rîbciînți (în ucraineană Рибчинці) este un sat în comuna Movceanivka din raionul Skvîra, regiunea Kiev, Ucraina.

## Demografie
Componența lingvistică a localității Rîbciînți
     Ucraineană (100%)
Conform recensământului din 2001, toată populația localității Rîbciînți era vorbitoare de ucraineană (100%).